# NX計画
「NX計画」はアメリカのSFテレビドラマ『スタートレック:エンタープライズ』の架空の計画
NX計画(NX Project or NX Program)とは、地球連合宇宙艦隊でワープ5エンジンを開発するプロジェクト名。それまでは地球の技術ではワープ2未満のスピードが限界であったため、その限界を突破することが目標とされた。

## 開発史
2140年代前半にマクスウェル・フォレスト准将指揮下でNX計画が開始される。
2144年
実験機NXアルファでワープ2の壁を越えるためのテストが実施されるが失敗に終わる。テストパイロットはA・G・ロビンソン中佐。
ヴァルカン顧問評議会はNX計画の無期延期を催告し、宇宙艦隊はこれに従う。
テストパイロットのジョナサン・アーチャー中佐及びA・G・ロビンソン中佐が無断でNXベータを使用してテストフライトを敢行。ワープ2.5のスピードを記録する。
ヴァルカンは一年間のシミュレーションを実施した後、計画再開に合意する。計画再開から8ヵ月後にNXデルタでワープ3の突破に成功する。テストパイロットはデュバル中佐。
5年後の完成を目処にNX級宇宙船の建造が始まる。計画では三隻が建造されることとなる。
2151年4月
2151年4月にエンタープライズ(NX-01)は進宙し、ジョナサン・アーチャー大佐が船長へと抜擢される。

## 計画の概要
この計画では、ワープ5エンジンのプロトタイプを搭載した数機のテスト用機体が用いられた。
- テスト機のテストパイロットは4名
ジョナサン・アーチャー中佐 A・G・ロビンソン中佐 ガードナー中佐 デュバル中佐
- テストエンジンの開発責任者
ジェフリーズ大佐
ジェフリーズ大佐の指揮下にチャールズ・タッカー三世大尉がいた。
- テスト機の名称と搭乗した、テストパイロット
NXアルファ NX-ALPHA
テストパイロット：A・G・ロビンソン中佐
NXベータ NX-BETA
テストパイロット：ジョナサン・アーチャー中佐及びA・G・ロビンソン中佐
NXデルタ NX-DELTA
テストパイロット：デュバル中佐
- 補足説明
テストパイロットの選抜で、ロビンソン中佐が選ばれ、実験機NXアルファでワープ2の壁を越えるためのテストが実施されるが、このテストフライトで僅かにワープ2を超えたところで突然ワープ・フィールドの崩壊が始まり、制御不能となり爆発し失敗。
タッカー大尉は原因を究明し、インターミックスの混合率に問題が有りエンジン自体には問題は無しと判断した。タッカー大尉の協力でアーチャーとロビンソンの二人は無断でNXベータを使用してテストフライトを実行し、ワープ2.5のスピードを記録する。その後、命令違反ではあったが、ヴァルカン顧問評議会も認めヴァルカンは一年間のシミュレーションを実施後、計画再開に合意。計画再開から8ヵ月後にデュバル中佐がNXデルタでワープ3の突破に成功する。
5年後の完成を目指しNX級宇宙船の建造が開始され、一番艦のNX-01＝エンタープライズの完成と共にNX計画は終了となる。
2151年4月にエンタープライズ(NX-01)はアーチャー大佐が船長となり宇宙への探査任務が始まる、アーチャーはタッカー大尉の協力を感謝し自分が船長になったときは主任機関士にすると約束をした。